# Jublains
Jublains település Franciaországban, Mayenne megyében. Lakosainak száma 756 fő (2022. január 1.). Jublains Grazay, Aron, Belgeard, Hambers, Mézangers és Montsûrs községekkel határos.

## Népesség
A település népességének változása:
| Lakosok száma | 918  | 731  | 718  | 689  | 716  | 723  | 734  | 750  | 758  | 756  |
|               | 1968 | 1982 | 1990 | 2006 | 2013 | 2015 | 2017 | 2019 | 2020 | 2022 |